# Nothofagus obliqua
Nothofagus obliqua là một loài thực vật có hoa trong họ Nothofagaceae. Loài này được (Mirb.) Oerst. mô tả khoa học đầu tiên năm 1872.

## Hình ảnh

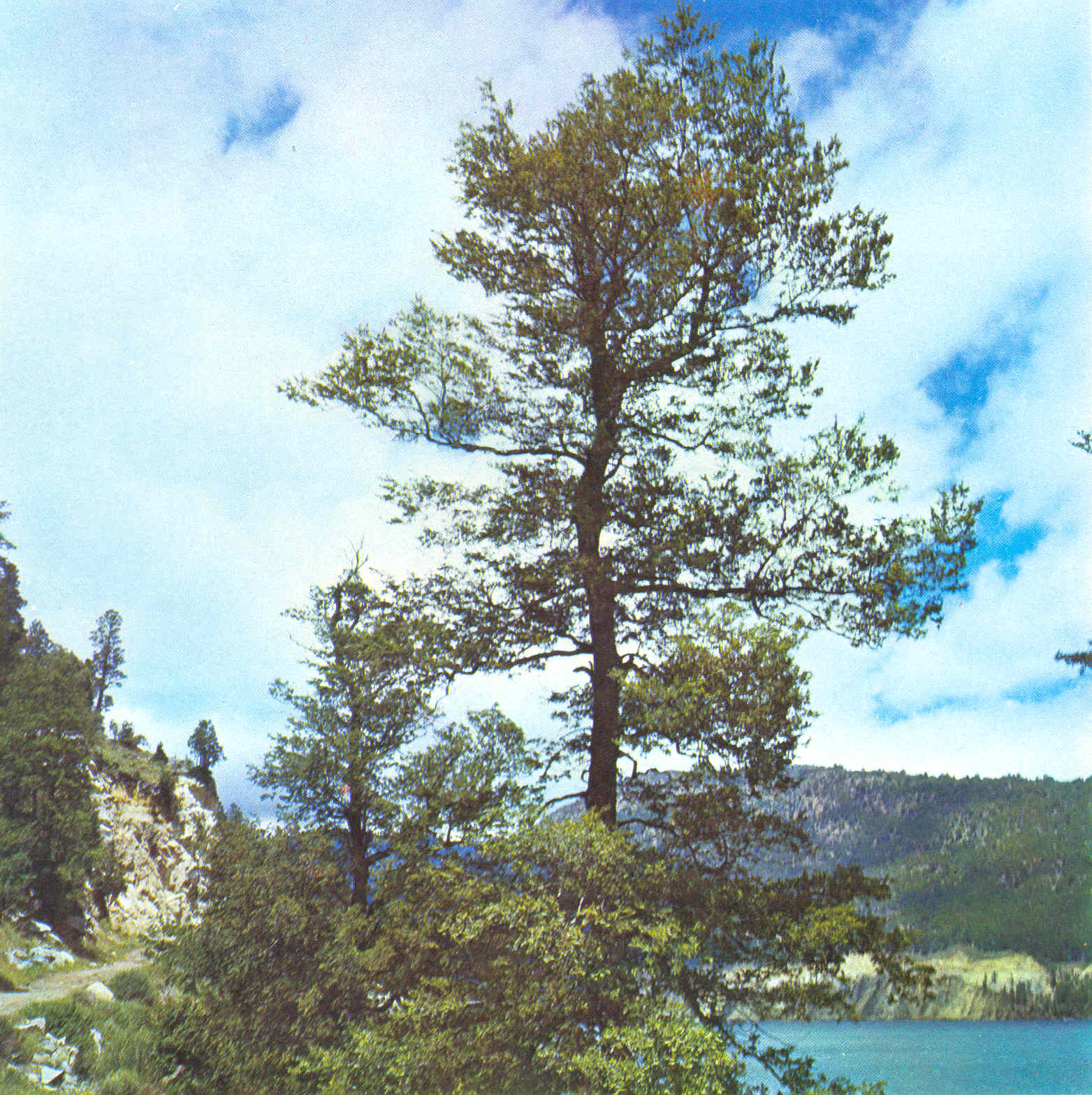
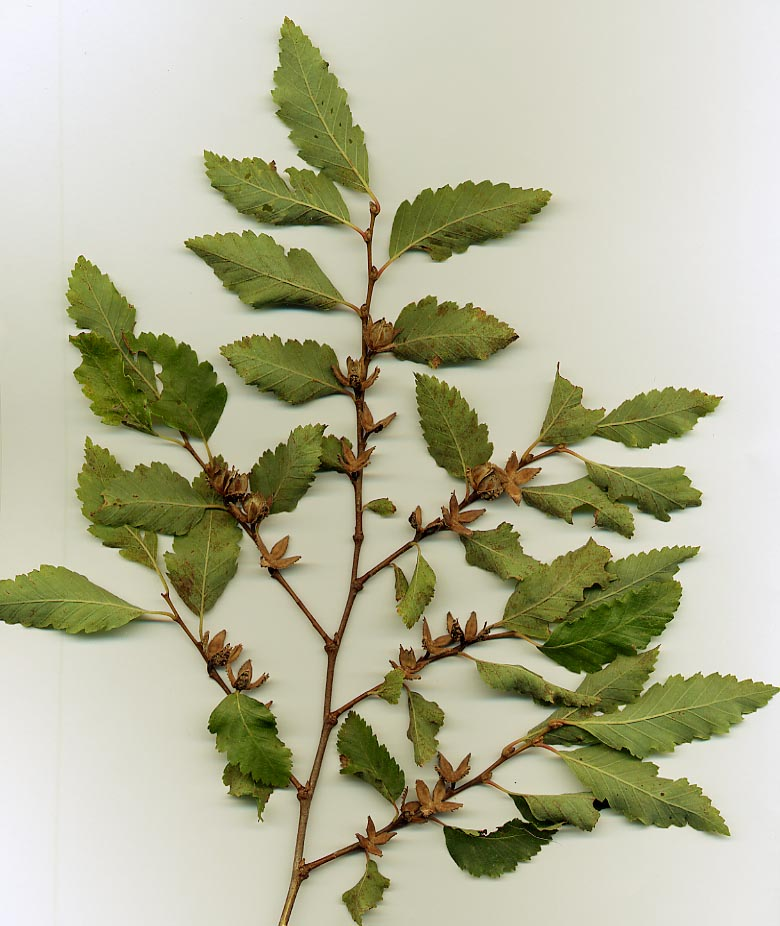
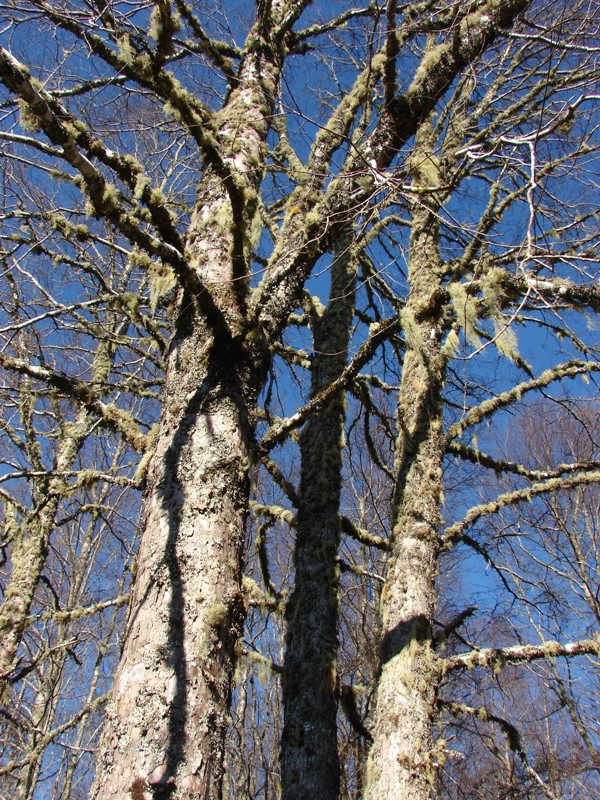
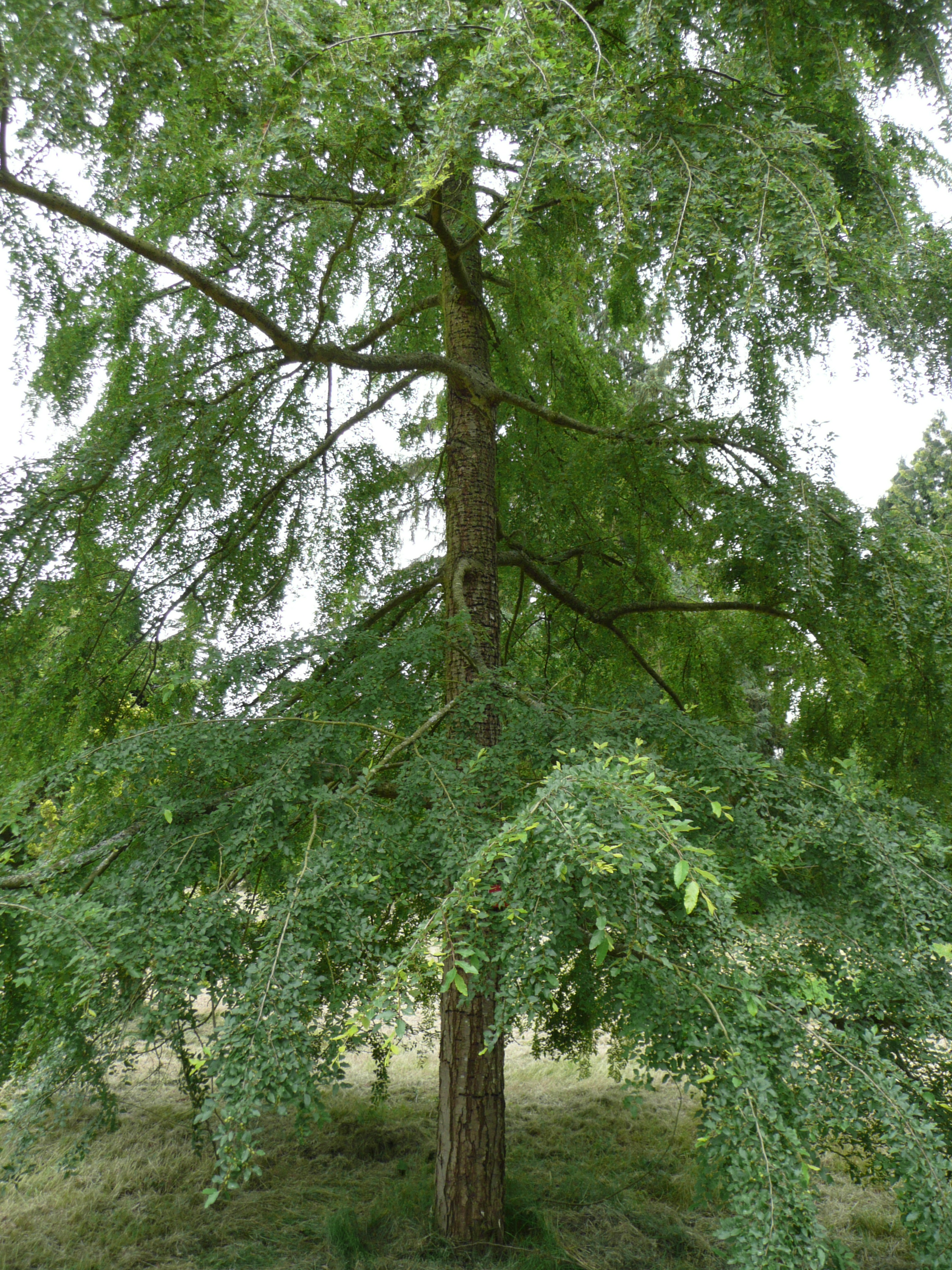